# Vormsi
Vormsi è un'isola e un comune rurale dell'Estonia occidentale, nella contea di Läänemaa. 
Il territorio comunale corrisponde interamente a quello dell'omonima isola del Mar Baltico, in passato nota come Ormsö (in Svedese) oppure Worms (in tedesco). 
Il centro amministrativo del comune è la località (in Estone küla) di Hullo.

## Nome
Ormsö in svedese significa "Isola di Orm" e si può tradurre come "Isola del serpente".

## Località
Oltre al capoluogo Hullo, il comune comprende altre 13 località:
- Hullo
- Sviby
- Söderby
- Norrby
- Diby
- Rälby
- Förby
- Borrby
- Kärrslätt
- Saxby
- Busby
- Suuremõisa
- Rumpo.

## Storia
La storia di Vormsi inizia intorno al 13º secolo, quando l'isola era abitata dagli Svedesi d'Estonia (Rannarootslased in Estone), la cui popolazione crebbe fino alle 3.000 unità prima dello scoppio della Seconda Guerra Mondiale.
Durante il conflitto la popolazione di Vormsi venne evacuata in Svezia e oggi l'isola conta poco più di 400 abitanti.

## Economia
In base al reddito procapite, Vormsi è la zona più benestante di tutta l'Estonia ad eccezione dell'area metroplitana di Tallin. Ciò è dovuto al fatto che molte persone con un buon reddito, possedendo delle case per la villeggiatura estiva sull'isola, sono registrate come residenti di Vormsi.
L'isola non presenta attività industriale sul suo territorio e ricava gran parte dei suoi introiti dalla tassazione dei ricchi residenti, che provengono anche da Svezia, Finlandia e Svizzera.

## Luoghi di interesse
- Cimitero di Vormsi: possiede la più vasta collezione di croci solari nel mondo, circa 330, che punteggiano il camposanto. Le croci non furono realizzate da artigiani, ma dai contadini che le intagliarono nel calcare e nell'arenaria.
- Chiesa di Sant'Olav: costruita nel 13º secolo, si caratterizza per l'assenza del campanile.
- Museo contadino: fornisce una panoramica sulla vita degli Svedesi d'Estonia con una ricostruzione a grandezza naturale di una vecchia fattoria.